# (21) Lutècia
(21) Lutècia és l'asteroide número 21 de la sèrie, descobert a París el 15 de novembre de 1852 per Hermann Mayer Salomon Goldschmidt (1802-1866). El seu nom és un homenatge a la ciutat del seu descobridor, París, tal com s'anomenava en llatí.
L'asteroide té uns 100 km de diàmetre. Va ser visitat per la sonda espacial Rosseta, el 10 de juliol de 2010, que el va sobrevolar a 3.162 km de distància, a una velocitat de 15 km/s.